# 鈴木大介 (棋士)
鈴木 大介（すずき だいすけ、1974年7月11日 - ）は、将棋棋士（棋士番号213、大内延介門下）、プロ雀士。東京都町田市出身。麻雀のアマ強豪としても知られていた将棋棋士で、2019年度には麻雀最強戦の最強位を獲得。2023年5月に日本プロ麻雀連盟に入会したことで、史上初の麻雀・将棋両方でのプロとなった（後述）。2023年からMリーグのBEAST Xに所属。

## 来歴 (将棋)
- 小学生の頃、将棋ファンであった父親によって将棋を覚える。
- 1986年、第11回小学生名人戦を優勝し、奨励会に入会する。小学生名人戦では準決勝で久保利明を破った。それから2年ほどで初段まで昇段するが壁にぶつかり、それから二段に昇段するまで2年半を要した。
- 1994年、プロデビュー（四段）。竜王戦で初参加から5期連続昇級して、一気に1組入りをする。
- 1996年、早指し新鋭戦の決勝で、阿部隆を下して優勝。これが棋戦初優勝。
- 1999年度の第12期竜王戦で藤井猛竜王に挑戦（タイトル初挑戦）。挑戦を決めた時のインタビューで、「全振り飛車宣言」（＝七番勝負の全局で飛車を振るという意味）をする。振り飛車党同士の対決となり、「相振り飛車のシリーズになる」という予想もあったが、藤井は全局で居飛車を採用した（藤井は振り飛車党相手には居飛車を採用することもある。）。対居飛車穴熊のスペシャリストの居飛車穴熊に鈴木は1勝4敗で屈し、タイトル獲得はならなかった。
- しかし、同年度のNHK杯戦においては、決勝で郷田真隆を破って優勝。これが、全棋士参加棋戦での初優勝となる。
- 第60期[1]、第61期[2]（2001、2002年度）の順位戦で連続昇級し、A級八段となる（第61期は、鈴木と昇級を争っていた井上慶太が最終局で負けたため、逆転で昇級が決まった）。第65期（2006年度）にB級1組に降級[3]するも、第67期（2008年度）にA級復帰[4]。
- 2006年、第77期棋聖戦挑戦者決定戦で羽生善治を下し、佐藤康光へ挑戦したが、3連敗を喫してタイトル獲得ならず[5]。
- 2017年3月1日、第65期王座戦二次予選で佐々木勇気に勝利し、八段昇段後250勝となり九段に昇段。
- 2019年、第32期竜王戦では、3組ランキング戦決勝で八代弥を下し3組優勝。挑戦者を決める決勝トーナメント進出を決めるとともに、3期ぶりに2組に復帰した。決勝トーナメントでは、2組2位だった橋本崇載を下し、1組2位の永瀬拓矢に敗れる。また、第61期王位戦予選では、久保利明らを破って13期ぶりにリーグ入りを果たす。リーグ戦紅組では2勝3敗に終わった。

### 棋風
- 振り飛車党であり、藤井猛、久保利明と共に振り飛車御三家と呼ばれる[6]。
- 攻める振り飛車で、豪快な棋風と形容される。ゴキゲン中飛車戦法に力戦を織り交ぜた戦法を豪快中飛車と名づけ、結果的にゴキゲン中飛車をタイトル戦で使われるほどの本格戦法に育て上げたと言われている[誰によって?]。
- 好きな戦法は四間飛車だが、自らの個性を出すために藤井システムは指さない[6]。
- 早石田の序盤で従来は悪手とされていた手を見直し、実戦で指した。それは、初手から▲7六歩△3四歩▲7五歩△8四歩▲7八飛△8五歩▲7四歩という進行であり、7手目の▲7四歩が鈴木の研究手である（詳細は、新・石田流 を参照）。それが高く評価されて2004年度将棋大賞の升田幸三賞を受賞している。
- 相振り飛車での勝率が高い。
- 2010年頃からは一手損角換わりや横歩取りなど、居飛車の将棋も指すようになった。これについて鈴木は「ゴキゲン中飛車の研究が行き届きすぎてつまらなくなった」、「藤井九段が矢倉で実績を残したのも大きい」と語った[要出典]。
- 駒の並べ方は、大多数を占める「大橋流」ではなく、数少ない「伊藤流」の並べ方である。

## 来歴 (麻雀)

### アマチュア時代 (麻雀)
- 将棋のアマチュア時代、勉強仲間だった大人に混じって麻雀に初めて触れる。
- 奨励会でスランプに陥っていた頃、逃避するように地元の町田市にあった雀荘「牌の音」に通うようになり、そこで桜井章一や後にCyberAgentの代表になる藤田晋と邂逅する。雀鬼会での修行は奨励会三段になってなお続いていたが将棋の研鑽をおろそかにしていたことが両親に発覚し、将棋に集中するため形式上破門を受ける形で決着する。
- 2014年1月、麻雀スリアロチャンネルの企画「四神降臨外伝 麻雀の鉄人」に出演[7]。
- 2017年7月、AbemaTV（現ABEMA）の企画「麻雀駅伝」にアマチュア代表チームの一員として出場。2日目の一発・裏ドラなしルールに片山まさゆきと共に出場し、個人+101.4ポイントと区間一位の活躍を見せる。
- 2018年9月、麻雀最強戦に著名人枠で出場。1回戦をトップで通過するが決勝を片山まさゆきの2着で敗れる[8]。
- 2019年9月、第1回囲碁・将棋チャンネル杯麻雀王決定戦の将棋棋士予選に広瀬章人、糸谷哲郎、青嶋未来と共に出場。予選を1位で通過。決勝では、広瀬章人、囲碁棋士の釼持丈、河野光樹と対戦し、トータル3位の成績となる（優勝は河野）。
- 2019年10月、2年連続で麻雀最強戦に著名人枠で出場。これを優勝すると12月に開催されたファイナルでも優勝し、麻雀界最高峰のタイトル最強位を獲得した。なお、鈴木は将棋界でのタイトル獲得経験がないため、これが鈴木にとっての「初タイトル」となった[9]。2020年新春オールスター麻雀でも個人成績トップの成績を上げた[10]。
- 2022年の麻雀最強戦では、それ以前の著名人枠ではなく、男性プロ雀士が集まる「男子プロ王者の帰還」枠で優勝し、4年連続でファイナルに進出[11]。ファイナルでも決勝卓にまで残るが瀬戸熊直樹に次ぐ2位で終わった[12]。

### プロ入会 (麻雀)
- 2023年5月5日付で日本プロ麻雀連盟に入会、プロ雀士としても活動することになった。現役将棋棋士が他競技のプロ団体にも所属するのは異例[13]で、今後はスケジュールを調整しながら将棋・麻雀双方の公式戦に出場、将来的にはMリーグへの参戦も視野に入れているとしている[14][15]。同年6月5日の連盟理事会で、雀士としての段位は五段、鳳凰戦はB2リーグからのスタートとなった[16]。
- 2023年6月30日、Mリーグ2023年シーズンから新参入のBEAST Japanextからドラフト1巡目3番目で指名された[17]。
- 2023年の麻雀最強戦は「最強レジェンド決戦」を優勝しファイナルに進出。2019年から数えて5期連続のファイナル出場となった。
- 2024年1月、初参加となる鳳凰戦B2リーグを4位(+119.2)の成績で終え[18]、B1リーグへの昇級を決めた。
- 2024年2月、FocusM Season9を+274.8の首位で終え優勝した。
- 2024年の麻雀最強戦は「Mリーガーvsタイトルホルダー」を優勝しファイナルに進出。2019年から数えて前人未到の6期連続のファイナル出場となった。
- Mリーグ2024年シーズンでは大三元を和了し、最高スコア賞を獲得した。

### 雀風
- 高い打点を目指した手組みと押しが特徴の攻撃的な麻雀を得意とする。キャッチフレーズは麻雀最強戦では「剛腕サウスポー」、Mリーグでは「二刀流ブルドーザー」。
- 近代的なデジタル麻雀が尊ばれる風潮に対し、「自分の雀風は昭和の麻雀である」と自称する[19]。

## 人物
- 左利きである。
- 父親はアニメーターの鈴木康彦で、NHK『みんなのうた』や、テレビアニメ『無敵超人ザンボット3』の作画などをした人物。将棋雑誌の挿絵もたびたび手がけている。康彦が将棋好きで、大内延介の道場に足繁く通っていた事が、大介が棋士になるきっかけとなった。「大介」という名前は、大内延介ファンの父親が大内の大、延介の介をもらってつけたものである。なお、康彦は2007年7月11日に心不全で死去（享年66）している。
- 父親がそうした業界にいた関係からか、漫画『ハチワンダイバー』（柴田ヨクサル）の将棋監修をしている。作中の主人公の師匠「鈴木八段」は、鈴木本人がモデルである。
- 23歳のときに4歳年上の女性と結婚。その後、夫人の支えの中で竜王挑戦、順位戦Ａ級昇級など実績を重ねた[20]。
- 2016年、著書『将棋戦型別名局集　四間飛車名局集』により第28回将棋ペンクラブ大賞技術部門・大賞を受賞。
- 2017年から日本将棋連盟の常務理事を務めている[21]。2023年6月退任[14]。

- サイバーエージェント社長の藤田晋は雀鬼会時代によく卓を囲んでいた仲間で、一時交友が途絶えるものの後に復活し、AbemaTV将棋チャンネル（現ABEMA 将棋チャンネル）の開設も鈴木が藤田に提案した話がきっかけだという[22]。
- 勝負に向かう心構えとして、将棋の大内延介、麻雀の桜井章一を両師匠とし、「自分の形を練り上げていくこと」「攻める姿勢を崩さないこと」「利他の精神を持つこと」を挙げている[23]。

## 弟子 (将棋)
棋士となった弟子
| 名前     | 四段昇段日   | 段位、主な活躍 |
| -------- | ------------ | -------------- |
| 梶浦宏孝 | 2015年4月1日 | 七段           |

（2021年5月6日現在）
- 鈴木は梶浦を「カジー」と呼び、将棋連盟の囲碁部で一緒に活動している[24]。

## 昇段履歴 (将棋)
- 1986年00月00日 : 6級 = 奨励会入会
- 1991年12月00日 : 三段（第11回奨励会三段リーグからリーグ参加）[25]
- 1994年10月01日 : 四段（第15回奨励会三段リーグ成績2位） = プロ入り [26]
- 1997年04月01日 : 五段（順位戦C級1組昇級、通算59勝28敗）[27]
- 1999年10月01日 : 六段（五段昇段後竜王挑戦、通算122勝63敗）[28][29]
- 2002年04月01日 : 七段（順位戦B級1組昇級、通算194勝109敗）[30]
- 2003年04月01日 : 八段（順位戦A級昇級、通算222勝125敗）[31]
- 2017年03月01日 : 九段（勝数規定／八段昇段後公式戦250勝、通算472勝364敗）[32]

## 主な成績 (将棋)

### タイトル挑戦 (将棋)
- 竜王　1回（第12期）
- 棋聖　1回（第77期）

登場回数2、獲得0

### 一般棋戦優勝
- NHK杯 1回（第49回）
- 早指し新鋭戦 1回（第15回）

合計2回

### 将棋大賞
- 第24回（1996年度） 勝率第一位賞・連勝賞・新人賞
- 第27回（1999年度） 敢闘賞
- 第32回（2004年度） 升田幸三賞

### 在籍クラス (将棋)
| 開始 年度 | (出典)順位戦出典 | (出典)順位戦出典 | (出典)順位戦出典 | (出典)順位戦出典 | (出典)順位戦出典 | (出典)順位戦出典 | (出典)順位戦出典 | (出典)順位戦出典 | (出典)竜王戦出典 | (出典)竜王戦出典 | (出典)竜王戦出典 | (出典)竜王戦出典 | (出典)竜王戦出典 | (出典)竜王戦出典 | (出典)竜王戦出典 | (出典)竜王戦出典 | (出典)竜王戦出典 | (出典)竜王戦出典 |
| 開始 年度 | 期               | 名人             | A級              | B級              | B級              | C級              | C級              | 0                | 期               | 竜王             | 1組              | 2組              | 3組              | 4組              | 5組              | 6組              | 決勝 T           |                  |
| 開始 年度 | 期               | 名人             | A級              | 1組              | 2組              | 1組              | 2組              | 0                | 期               | 竜王             | 1組              | 2組              | 3組              | 4組              | 5組              | 6組              | 決勝 T           |                  |
| --- | ---------------- | ---------------- | ---------------- | ---------------- | ---------------- | ---------------- | ---------------- | ---------------- | ---------------- | ---------------- | ---------------- | ---------------- | ---------------- | ---------------- | ---------------- | ---------------- | ---------------- | ---------------- |
| 1994 | 53               | 昇段前           | 昇段前           | 昇段前           | 昇段前           | 昇段前           | 昇段前           | 昇段前           | 8                |                  |                  |                  |                  |                  |                  | 6組              | 0-1              | 5-0              |
| 1995 | 54               |                  |                  |                  |                  |                  | C248             | 5-5              | 9                |                  |                  |                  |                  |                  | 5組              |                  | --               | 4-1              |
| 1996 | 55               |                  |                  |                  |                  |                  | C229             | 9-1              | 10               |                  |                  |                  |                  | 4組              |                  |                  | --               | 4-1              |
| 1997 | 56               |                  |                  |                  |                  | C121             |                  | 7-3              | 11               |                  |                  |                  | 3組              |                  |                  |                  | 0-1              | 3-1              |
| 1998 | 57               |                  |                  |                  |                  | C107             |                  | 8-2              | 12               |                  |                  | 2組              |                  |                  |                  |                  | 4-1              | 4-1              |
| 1999 | 58               |                  |                  |                  |                  | C103             |                  | 8-2              | 13               |                  | 1組              |                  |                  |                  |                  |                  | --               | 1-2              |
| 2000 | 59               |                  |                  |                  | B219             |                  |                  | 8-2              | 14               |                  | 1組              |                  |                  |                  |                  |                  | --               | 1-3              |
| 2001 | 60               |                  |                  |                  | B204             |                  |                  | 8-2              | 15               |                  |                  | 2組              |                  |                  |                  |                  | --               | 4-1              |
| 2002 | 61               |                  |                  | B112             |                  |                  |                  | 8-3              | 16               |                  | 1組              |                  |                  |                  |                  |                  | --               | 2-2              |
| 2003 | 62               |                  | A 10             |                  |                  |                  |                  | 5-4              | 17               |                  | 1組              |                  |                  |                  |                  |                  | --               | 2-2              |
| 2004 | 63               |                  | A 06             |                  |                  |                  |                  | 4-5              | 18               |                  | 1組              |                  |                  |                  |                  |                  | --               | 0-2              |
| 2005 | 64               |                  | A 08             |                  |                  |                  |                  | 3-6              | 19               |                  |                  | 2組              |                  |                  |                  |                  | 0-1              | 3-1              |
| 2006 | 65               |                  |                  | B101             |                  |                  |                  | 7-5              | 20               |                  | 1組              |                  |                  |                  |                  |                  | --               | 1-2              |
| 2007 | 66               |                  |                  | B104             |                  |                  |                  | 11-1             | 21               |                  | 1組              |                  |                  |                  |                  |                  | --               | 2-2              |
| 2008 | 67               |                  | A 09             |                  |                  |                  |                  | 3-6              | 22               |                  | 1組              |                  |                  |                  |                  |                  | --               | 1-2              |
| 2009 | 68               |                  |                  | B101             |                  |                  |                  | 5-7              | 23               |                  | 1組              |                  |                  |                  |                  |                  | --               | 0-2              |
| 2010 | 69               |                  |                  | B108             |                  |                  |                  | 6-6              | 24               |                  |                  | 2組              |                  |                  |                  |                  | --               | 3-1              |
| 2011 | 70               |                  |                  | B107             |                  |                  |                  | 5-7              | 25               |                  | 1組              |                  |                  |                  |                  |                  | --               | 0-2              |
| 2012 | 71               |                  |                  | B109             |                  |                  |                  | 4-8              | 26               |                  |                  | 2組              |                  |                  |                  |                  | --               | 1-2              |
| 2013 | 72               |                  |                  | B110             |                  |                  |                  | 2-10             | 27               |                  |                  | 2組              |                  |                  |                  |                  | --               | 0-2              |
| 2014 | 73               |                  |                  |                  | B201             |                  |                  | 5-5              | 28               |                  |                  |                  | 3組              |                  |                  |                  | --               | 1-2              |
| 2015 | 74               |                  |                  |                  | B209             |                  |                  | 3-7              | 29               |                  |                  |                  | 3組              |                  |                  |                  | --               | 4-1              |
| 2016 | 75               |                  |                  |                  | B220             |                  |                  | 5-5              | 30               |                  |                  | 2組              |                  |                  |                  |                  | --               | 0-2              |
| 2017 | 76               |                  |                  |                  | B212             |                  |                  | 4-6              | 31               |                  |                  |                  | 3組              |                  |                  |                  | --               | 1-2              |
| 2018 | 77               |                  |                  |                  | B216x            |                  |                  | 2-8              | 32               |                  |                  |                  | 3組              |                  |                  |                  | --               | 5-1              |
| 2019 | 78               |                  |                  |                  | B224+            |                  |                  | 6-4              | 33               |                  |                  | 2組              |                  |                  |                  |                  | --               | 0-2              |
| 2020 | 79               |                  |                  |                  | B209x            |                  |                  | 3-7              | 34               |                  |                  |                  | 3組              |                  |                  |                  | --               | 1-2              |
| 2021 | 80               |                  |                  |                  | B223+            |                  |                  | 7-3              | 35               |                  |                  |                  | 3組              |                  |                  |                  | --               | 4-1              |
| 2022 | 81               |                  |                  |                  | B207x            |                  |                  | 3-7              | 36               |                  |                  | 2組              |                  |                  |                  |                  | --               | 0-2              |
| 2023 | 82               |                  |                  |                  | B224*            |                  |                  | 4-6              | 37               |                  |                  |                  | 3組              |                  |                  |                  | --               | 1-2              |
| 2024 | 83               |                  |                  |                  | B221*            |                  |                  |                  | 38               |                  |                  |                  | 3組              |                  |                  |                  | --               |                  |
| 順位戦、竜王戦の 枠表記 は挑戦者。右欄の数字は勝-敗(番勝負/PO含まず)。 順位戦の右数字はクラス内順位 ( x当期降級点 / *累積降級点 / +降級点消去 ) 順位戦の「F編」はフリークラス編入 /「F宣」は宣言によるフリークラス転出。 竜王戦の 太字 はランキング戦優勝、竜王戦の 組(添字) は棋士以外の枠での出場。 |                  |                  |                  |                  |                  |                  |                  |                  |                  |                  |                  |                  |                  |                  |                  |                  |                  |                  |

### 年度別成績 (将棋)
| 年度             | 対局数 | 勝数 | 負数 | 勝率   | (出典) |
| ---------------- | ------ | ---- | ---- | ------ | ------ |
| 1994             | 10     | 8    | 2    | 0.8000 | [ 35 ] |
| 1995             | 40     | 23   | 17   | 0.5750 | [ 36 ] |
| 1996             | 37     | 28   | 9    | 0.7570 | [ 37 ] |
| 1997             | 41     | 25   | 16   | 0.6100 | [ 38 ] |
| 1998             | 35     | 22   | 13   | 0.6290 | [ 39 ] |
| 1999             | 55     | 35   | 20   | 0.6360 | [ 40 ] |
| 2000             | 49     | 30   | 19   | 0.6122 | [ 41 ] |
| 1994-2000 (小計) | 267    | 171  | 96   |        |        |
| 年度             | 対局数 | 勝数 | 負数 | 勝率   | (出典) |
| 2001             | 36     | 23   | 13   | 0.6388 | [ 42 ] |
| 2002             | 44     | 28   | 16   | 0.6363 | [ 43 ] |
| 2003             | 35     | 21   | 14   | 0.6000 | [ 44 ] |
| 2004             | 35     | 17   | 18   | 0.4857 | [ 45 ] |
| 2005             | 34     | 20   | 14   | 0.5882 | [ 46 ] |
| 2006             | 45     | 24   | 21   | 0.5333 | [ 47 ] |
| 2007             | 40     | 26   | 14   | 0.6500 | [ 48 ] |
| 2008             | 38     | 19   | 19   | 0.5000 | [ 49 ] |
| 2009             | 35     | 15   | 20   | 0.4285 | [ 50 ] |
| 2010             | 34     | 16   | 18   | 0.4705 | [ 51 ] |
| 2001-2010 (小計) | 376    | 209  | 167  |        |        |
| 1994-2010 (累計) | 643    | 380  | 263  |        |        |
| 年度             | 対局数 | 勝数 | 負数 | 勝率   | (出典) |
| 2011             | 30     | 15   | 15   | 0.5000 | [ 52 ] |
| 2012             | 36     | 18   | 18   | 0.5000 | [ 53 ] |
| 2013             | 32     | 12   | 20   | 0.3750 | [ 54 ] |
| 2014             | 29     | 14   | 15   | 0.4827 | [ 55 ] |
| 2015             | 38     | 19   | 19   | 0.5000 | [ 56 ] |
| 2016             | 30     | 16   | 14   | 0.5333 | [ 57 ] |
| 2017             | 37     | 22   | 15   | 0.5945 | [ 58 ] |
| 2018             | 35     | 14   | 21   | 0.4000 | [ 59 ] |
| 2019             | 41     | 24   | 17   | 0.5853 | [ 60 ] |
| 2020             | 34     | 14   | 20   | 0.4117 | [ 61 ] |
| 2011-2020 (小計) | 342    | 168  | 174  |        |        |
| 1994-2020 (累計) | 985    | 548  | 437  |        |        |
| 年度             | 対局数 | 勝数 | 負数 | 勝率   | (出典) |
| 2021             | 27     | 15   | 12   | 0.5555 | [ 62 ] |
| 2022             | 33     | 15   | 18   | 0.4545 | [ 63 ] |
| 2023             | 27     | 12   | 15   | 0.4444 | [ 64 ] |
| 2021-2023 (小計) | 87     | 42   | 45   |        |        |
| 通算             | 1072   | 590  | 482  | 0.5503 | [ 65 ] |
| 2023年度まで     |        |      |      |        |        |

### 表彰 (将棋)
- 2024年12月20日 - 公式戦通算600勝達成（将棋栄誉賞 = 受賞64人目、通算600勝492敗 勝率0.549）[66][67]
 〈第10期叡王戦 予選・森内俊之九段 戦〉

## 主な成績 (麻雀)

### Mリーグ成績
| シーズン | チーム         | 半荘 | 個人スコア | 個人スコア | 個人スコア | 最高スコア | 最高スコア | 4着回避率 | 4着回避率 | 連対率 | トップ率 | 平均 着順 | 1着 | 1.5 | 2着 | 2.5 | 3着 | 3.5 | 4着 | 参照   |
| シーズン | チーム         | 半荘 | Pt         | 順位       | 平均       | 点         | 順位       | 率        | 順位      | 連対率 | トップ率 | 平均 着順 | 1着 | 1.5 | 2着 | 2.5 | 3着 | 3.5 | 4着 | 参照   |
| -------- | -------------- | ---- | ---------- | ---------- | ---------- | ---------- | ---------- | --------- | --------- | ------ | -------- | --------- | --- | --- | --- | --- | --- | --- | --- | ------ |
| 2023-24  | BEAST Japanext | 30   | ▲97.2      | 24/36      | ▲3.2       | 84,400     | 3/36       | 0.7000    | 27/36     | 43.3%  | 23.3%    | 2.62      | 7   | 0   | 6   | 1   | 7   | 0   | 9   | [ 68 ] |
| 2024-25  | BEAST X        | 29   | 30.0       | 20/36      | 1.0        | 91,300     | 1/36       | 0.6897    | 25/36     | 48.3%  | 27.6%    | 2.55      | 8   | 0   | 6   | 0   | 6   | 0   | 9   | [ 69 ] |
| 通算     | 通算           | 59   | ▲67.2      | ▲67.2      | ▲1.1       | 91,300     | 91,300     | 69.5%     | 69.5%     | 45.8%  | 25.4%    | 2.58      | 15  | 0   | 12  | 1   | 13  | 0   | 18  |        |

- 個人賞は規定打荘数（20半荘）以上の選手が対象
- 着順の1.5、2.5、3.5は1着同着、2着同着、3着同着

| シーズン               | チーム                 | 半荘                         | 個人スコア                   | 個人スコア                   | 最高スコア                   | 4着回避率                    | 連対率                       | トップ率                     | 平着                         | 1着                          | 1.5                          | 2着                          | 2.5                          | 3着                          | 3.5                          | 4着                          |                        |
| シーズン               | チーム                 | 半荘                         | Pt                           | 平均                         | 最高スコア                   | 4着回避率                    | 連対率                       | トップ率                     | 平着                         | 1着                          | 1.5                          | 2着                          | 2.5                          | 3着                          | 3.5                          | 4着                          |                        |
| セミファイナルシリーズ | セミファイナルシリーズ | セミファイナルシリーズ       | セミファイナルシリーズ       | セミファイナルシリーズ       | セミファイナルシリーズ       | セミファイナルシリーズ       | セミファイナルシリーズ       | セミファイナルシリーズ       | セミファイナルシリーズ       | セミファイナルシリーズ       | セミファイナルシリーズ       | セミファイナルシリーズ       | セミファイナルシリーズ       | セミファイナルシリーズ       | セミファイナルシリーズ       | セミファイナルシリーズ       | セミファイナルシリーズ |
| セミファイナル通算     | セミファイナル通算     | セミファイナルシリーズ未出場 | セミファイナルシリーズ未出場 | セミファイナルシリーズ未出場 | セミファイナルシリーズ未出場 | セミファイナルシリーズ未出場 | セミファイナルシリーズ未出場 | セミファイナルシリーズ未出場 | セミファイナルシリーズ未出場 | セミファイナルシリーズ未出場 | セミファイナルシリーズ未出場 | セミファイナルシリーズ未出場 | セミファイナルシリーズ未出場 | セミファイナルシリーズ未出場 | セミファイナルシリーズ未出場 | セミファイナルシリーズ未出場 |                        |
| ファイナルシリーズ     | ファイナルシリーズ     | ファイナルシリーズ           | ファイナルシリーズ           | ファイナルシリーズ           | ファイナルシリーズ           | ファイナルシリーズ           | ファイナルシリーズ           | ファイナルシリーズ           | ファイナルシリーズ           | ファイナルシリーズ           | ファイナルシリーズ           | ファイナルシリーズ           | ファイナルシリーズ           | ファイナルシリーズ           | ファイナルシリーズ           | ファイナルシリーズ           | ファイナルシリーズ     |
| ファイナル通算         | ファイナル通算         | ファイナルシリーズ未出場     | ファイナルシリーズ未出場     | ファイナルシリーズ未出場     | ファイナルシリーズ未出場     | ファイナルシリーズ未出場     | ファイナルシリーズ未出場     | ファイナルシリーズ未出場     | ファイナルシリーズ未出場     | ファイナルシリーズ未出場     | ファイナルシリーズ未出場     | ファイナルシリーズ未出場     | ファイナルシリーズ未出場     | ファイナルシリーズ未出場     | ファイナルシリーズ未出場     | ファイナルシリーズ未出場     |                        |
| ---------------------- | ---------------------- | ---------------------------- | ---------------------------- | ---------------------------- | ---------------------------- | ---------------------------- | ---------------------------- | ---------------------------- | ---------------------------- | ---------------------------- | ---------------------------- | ---------------------------- | ---------------------------- | ---------------------------- | ---------------------------- | ---------------------------- | ---------------------- |

### タイトル・戦績 (麻雀)
- 最強位 (第30期)
  - 麻雀最強戦2019 著名人代表決定戦 優勝、ファイナルステージ勝ち抜け、決勝戦 優勝 (最強位獲得)
- 麻雀最強戦2020 ファイナル ベスト16
- 麻雀最強戦2021 著名人最強決戦 優勝
  - ファイナル ベスト16
- 麻雀最強戦2022 男子プロ王者の帰還 優勝
  - ファイナル1stステージ・2ndステージ勝ち抜け、決勝戦 2位
- 麻雀最強戦2023 最強レジェンド決戦 優勝
  - ファイナル1stステージ・2ndステージ勝ち抜け、決勝戦 3位
- 麻雀最強戦2024 Mリーガーvsタイトルホルダー 優勝
  - ファイナル ベスト16

※麻雀最強戦6年連続ファイナル進出
- Focus M season9 優勝
- 麻雀オールスター Japanext CUP 準優勝
- Mリーグ2024-25 最高スコア賞

## 主な著書
- 攻める振り飛車-四間飛車穴熊＆力戦振り飛車（2000年4月1日、マイナビ出版（日本将棋連盟）、ISBN 978-4819703611）
- 明快四間飛車戦法 急戦・持久戦もらくらくさばける（2001年2月1日、創元社、ISBN 978-4422750767）
- アマの将棋ここが悪い！4 四間飛車戦法（2001年8月10日、創元社、ISBN 978-4-422-75044-6）
- 相振り飛車の定跡 相手の戦法別に勝ち方を指南！（2002年9月1日、創元社、ISBN 4-422-75082-8）
- 鈴木流豪快中飛車の極意（2003年2月19日、毎日コミュニケーションズ、ISBN 978-4839909383）
- 四間飛車で居飛車穴熊退治（2003年7月7日、創元社、ISBN 978-4422750873）
- 最強力戦振り飛車マニュアル（2004年2月、日本将棋連盟、ISBN 4-8197-0373-0）
- 三間飛車戦法（2004年7月29日、創元社、ISBN 978-4422750903）
- 決定版 石田流新定跡（2005年1月18日、創元社、ISBN 978-4422750972）
- 鈴木大介の振り飛車自由自在（2005年2月15日、日本放送出版協会、ISBN 4-14-016130-2）
- 石田流の極意 先手番の最強戦法（2006年10月27日、毎日コミュニケーションズ、ISBN 978-4839921828）
- 鈴木大介の将棋 中飛車編（2008年10月23日、毎日コミュニケーションズ、ISBN 978-4839930004）
- 鈴木大介の将棋 四間飛車編（2009年1月30日、毎日コミュニケーションズ、ISBN 978-4839931117）
- 角交換振り飛車 基礎編（2009年4月21日、浅川書房、ISBN 978-4861370236）
- 鈴木大介の将棋 三間飛車編（2009年4月30日、毎日コミュニケーションズ、ISBN 978-4839932220）
- 振り飛車の極意（2009年5月14日、創元社、ISBN 978-4422751139）
- 角交換振り飛車 応用編（2009年6月27日、浅川書房、ISBN 978-4861370250）
- 鈴木大介の将棋 相振り飛車編（2009年7月30日、毎日コミュニケーションズ、ISBN 978-4839933005）
- 鈴木大介の将棋 力戦相振り編（2009年10月27日、毎日コミュニケーションズ、ISBN 978-4839933555）
- パワー中飛車で攻めつぶす本（2009年12月21日、浅川書房、ISBN 978-4861370267）
- 明快 相振り飛車（2010年4月16日、創元社、ISBN 978-4422751313）
- 最強将棋21 相振り中飛車で攻めつぶす本（2010年6月30日、浅川書房、ISBN 978-4861370281）
- 勝てる石田流 将棋最強ブックス（2011年11月5日、創元社、ISBN 978-4422751337）
- 速攻 振り飛車大全（2011年9月16日、創元社、ISBN 978-4422751351）
- 将棋の教科書 振り飛車急戦（2012年9月27日、マイナビ出版、ISBN 978-4839944544）
- 将棋の教科書 振り飛車持久戦（2012年12月15日、マイナビ出版、ISBN 978-4839945459）
- 中飛車の基本 ゴキゲン中飛車編 (最強将棋21)（2013年1月24日、浅川書房、ISBN 978-4-8613-7038-0）
- 将棋の教科書 現代振り飛車（2013年3月15日、マイナビ出版、ISBN 978-4-8399-4638-8）
- ひと目の仕掛け 振り飛車編（2014年1月15日、マイナビ出版、ISBN 978-4-8399-5049-1）
- 鈴木大介の振り飛車のススメ（2015年7月16日、NHK出版、ISBN 978-4140162378）
- 将棋戦型別名局集2 四間飛車名局集（2016年1月23日、マイナビ出版、ISBN 978-4-839-95798-8）
- 鈴木大介の将棋 四間飛車・三間飛車編 プレミアムブックス版（2016年7月8日、マイナビ出版、ISBN 978-4-8399-5943-2）※「鈴木大介の将棋 四間飛車編」と「鈴木大介の将棋 三間飛車編」を合わせて一冊としたもの
- 鈴木大介の将棋 相振り飛車・力戦相振り編 プレミアムブックス版（2016年9月21日、マイナビ出版、ISBN 978-4-8399-5944-9）※「鈴木大介の将棋 相振り飛車編」と「鈴木大介の将棋 力戦相振り飛車編」を合わせて一冊としたもの
- 勝てる将棋の考え方 新・イメージと読みの将棋観（渡辺明、郷田真隆、森内俊之、加藤一二三、三浦弘行、豊島将之、中村太地、永瀬拓矢共著、2016年9月30日、マイナビ出版、ISBN 978-4-8399-6110-7）
- 将棋戦型別名局集5 中飛車名局集（2017年5月31日、マイナビ出版、ISBN 9784839960933）
- 麻雀強者の流儀 (近代麻雀シリーズ)（2020年8月3日、竹書房、ISBN 978-4801923706）
- 将棋と麻雀。頭脳戦の二刀流 49歳からの私の挑戦（2023年11月6日、ART NEXT、ISBN 978-4910825175）
- 鈴木システム 四間飛車編（2024年3月30日、マイナビ出版、ISBN 978-4839985608）

## 出演

### 映画
- 麻雀最強戦 the movie（2022年11月18日公開、マグネタイズ）監督:原澤遊風[70]

### テレビドラマ
- ハチワンダイバー（2008年5月3日 - 7月19日、フジテレビ）※将棋監修:鈴木大介

### テレビ番組
- MリーグNo.1への道　BEAST ROAD（2023年7月5日 - 、BSJapanext→BS10）
- パネルクイズ アタック25 Next （2023年9月17日、BSJapanext）「Mリーグ大会」でBEAST Japanext代表、猿川真寿の応援。

### ウェブテレビ
- 新春オールスター麻雀大会2020（2020年1月2日 - 3日、AbemaTV）※テレビ朝日でも一部放送

## 演じた俳優
- 宇梶剛士 - ドラマ『うつ病九段』（2020年、原作：先崎学）[71]